# Leonhard Florian Seidl

Leonhard Seidl (2013)

Leonhard Florian Seidl (* 16. Mai 1976 in München) ist ein deutscher Schriftsteller, Herausgeber, Kolumnist und Journalist sowie Sozialpädagoge und Dozent für Kreatives Schreiben.

## Leben

Leonhard F. Seidl 2019 bei den texttagen Nürnberg

Leonhard F. Seidl im August 2020 auf einer Alm während des Nationalpark Austria Medienstipendium 2020

Leonhard F. Seidl wuchs im oberbayerischen Isen auf, wo sein ebenfalls literarisch tätiger Vater Leonhard Michael Seidl noch lebt. Nach der Ausbildung zum Krankenpfleger studierte er ab 1995 Soziale Arbeit.
Seidl arbeitet als Sozialpädagoge, Dozent für Kreatives Schreiben, Journalist, Biograf und freier Autor. Aus der Schreibwerkstatt „Beschriebene Blätter“ in der JVA Ebrach ging 2006 die Anthologie Stumme Schreie hervor. Seine Diplomarbeit Beschriebene Blätter – Kreatives Schreiben mit straffälligen Jugendlichen (2007) wurde aufgrund des besonderen Praxisbezuges mit dem Preis der Stadtmission Nürnberg e. V. in Kooperation mit der Evangelischen Hochschule Nürnberg ausgezeichnet. Zudem ist Seidl Kolumnist der literarischen Mittwochsreihe der Fürther Nachrichten, „Fürther Freiheit“.
Seine Kurzprosa erscheint in verschiedenen deutschen, österreichischen und italienischen Literatur- und Satirezeitschriften (u. a. Blumenfresser, Wortlaut, Eulenspiegel, Kulturelemente) und Anthologien (u. a. Landschaft mit Ufo, 2007). Seine Kurzkrimis in Anthologien (Literarischer Krimi-Kalender; Nürnberg auf die kriminelle Tour, 2012) und Tageszeitungen (Münchner Merkur, Donaukurier, Fürther Nachrichten, der Fränkischen Landeszeitung), seine Kommentare und Essays im Münchner Merkur, den Nürnberger Nachrichten, Fürther Nachrichten und der Süddeutschen Zeitung.
Seine Reportagen, Artikel und Kommentare erscheinen in den Erlanger Nachrichten, Fürther Nachrichten, Nürnberger Nachrichten, in der Bayerischen Staatszeitung, in Neues Deutschland, Der Freitag und der taz. Außerdem veröffentlichte er etliche Berichte in der Federwelt, selfpublisher und Textart – Magazin für Kreatives Schreiben.
Von 2008 bis 2017 war er Seidl des Literaturwettbewerbs der Nürnberger Kulturläden, 2012 Juror des Literaturwettbewerbs der Jungen Stimme e. V. zum Thema Alltagsrassismus. Außerdem steht er seit Dezember 2012 Pate für „Schule ohne Rassismus – Schule mit Courage“ am Laurentius-Gymnasium Neuendettelsau und seit Mai 2013 an der Josef-Mayr-Nusser-Fachakademie für Sozialpädagogik Erlangen. 2013 arbeitete er an der Ausstellung Die Opfer des NSU und die Aufarbeitung der Verbrechen mit.
Sein Romandebüt gab er 2011 mit dem Buch Mutterkorn. Darin wurde u. a. der von Neonazis versuchte Anschlag auf die Grundsteinlegung des jüdischen Kulturzentrums in München 2003 thematisiert. Der Roman wurde nominiert für den Förderpreis zum August-Graf-von-Platen-Preis. Sein Kriminalroman Genagelt (2014) spielt im oberbayerischen Isental und thematisiert die Isentalautobahn, Vorurteile und Korruption. Sein Kriminalroman Fronten (2017) wurde inspiriert durch einen wahren Fall im oberbayerischen Dorfen, der sich 1988 zugetragen hatte. Im Juli 2019 wurde sein Roman Fronten durch das Stadttheater Fürth uraufgeführt. Die Arbeit an seinem Roman Arsen wurde von der Stiftung Literatur gefördert.
Seidl zählte 2018 mit Zoë Beck, Klaus Farin, Nina George, Michael Wildenhain, Sophie Sumburane u. a. zu den Erstunterzeichnern von „Unsere Antwort für Demokratie und Menschenrechte“ (kurz „Antwort 2018“), die als Reaktion auf eine unter anderem von Uwe Tellkamp, Vera Lengsfeld geschriebene Erklärung am 29. März 2018 veröffentlicht wurde. Darin heißt es: „Wir solidarisieren uns mit allen Menschen, die vor Krieg, Verfolgung und Armut in unserem Land Zuflucht suchen.“
Er protestierte 2018 gegen das seiner Ansicht nach zu milde Urteil gegen den NSU-Unterstützer André E.
2019 trat er bei den texttagen in Nürnberg u. a. mit der Literaturnobelpreisträgerin Olga Tokarczuk, mit Olga Grjasnowa, Matthias Nawrat, Emilia Smechowski, Timur Vermes auf. Im Februar 2020 las er aus seinem Kriminalroman Fronten im Goethe-Institut Riga und berichtete von den frappierenden Parallelen zu seinem Roman und den rechtsextremen Anschlägen bzw. den rechtsextremen Protagonisten der Attentate von Christchurch, Hanau und dem OEZ München.
Von 2007 bis 2010 war Seidl stellvertretender Vorsitzender des Verbands deutscher Schriftstellerinnen und Schriftsteller in ver.di (VS) in Mittelfranken. Im Jahr 2018 sprach er sich für die Unvereinbarkeit einer AfD-Mitgliedschaft und einer Mitgliedschaft im Verband deutscher Schriftstellerinnen und Schriftsteller (VS) in ver.di aus. Im Januar 2019 wurde Seidl Vorsitzender des VS Mittelfranken.
Seidl ist Mitglied im PEN-Zentrum Deutschland, der Autorengruppe Wortwerk (mit Christian Schloyer, Tobias Falberg u. a.) und der Neuen Gesellschaft für Literatur Erlangen (mit Fitzgerald Kusz, Nevfel Cumart, Ewald Arenz u. a.).
Während des Literaturstipendiums des Mittelalterlichen Kriminalmuseums Rothenburg ob der Tauber wandte sich Seidl an die Bürgermeister, weil Souvenirläden Reichskriegsflaggen angeboten hatten. Die Besitzer entfernten sie nach Ansprache durch die Polizei. In dieser Zeit verfasste er auch seinen Schelmenroman Der falsche Schah der den Besuch des Schah von Persien 1976 in Rothenburg thematisiert.
Beim Literaturfest Wortwärts 2020 nahm Seidl am Podiumsgespräch „Nature Writing“ im Literaturzentrum Nord KuNo in Nürnberg teil. Weitere Gäste waren Amanda Lasker-Berlin und Erik Schilling.
Seidl war 2021 in der auf Sat1 gezeigten Reportage Sophie Scholl: Das wird Wellen schlagen zu sehen, weil sich „Leonhard F. Seidl […] in fast allen seiner Romanen mit rechter Gewalt auseinandersetzt.“
Das Hermann-Kesten-Stipendium wird 2021 u. a. an Seidl vergeben. Im Rahmen dessen wird die Übersetzerin Urszula Poprawska aus Krakau seinen Roman Der falsche Schah ins Polnische übersetzen.

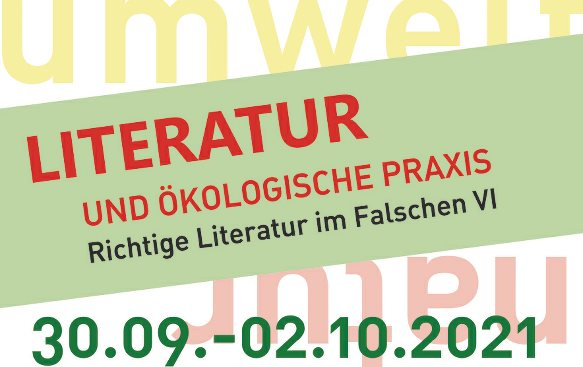
Richtige Literatur im Falschen. Flyer

Im Jahr 2021 konzeptionierte und organisierte er das literarische Symposium „Richtige Literatur im Falschen – Literatur und ökologische Praxis“ im Jüdischen Museum Franken in Fürth gemeinsam mit Enno Stahl und Ingar Solty. Seidl hielt dort einen Vortrag zu Tradition und Gegenwart des Nature Writing. Daran nahmen auch Ludwig Fischer, Markus Wissen und weitere Autoren und Literaturwissenschaftler teil.
2022 erschien sein sechster Roman Vom Untergang, ein „Sittenbild der Weimarer Republik“ – „Einer der Protagonisten ist Forstrat Georg Escherich, der vor 100 Jahren zusammen mit anderen Protofaschisten wie Oswald Spengler dem Nationalsozialismus den Weg bereitete.“ Außerdem rankt sich der Roman um das Säureattentat auf Philipp Scheidemann und Walther Rathenau durch die rechtsextreme Organisation Consul 1922. Für einen Auszug aus dem Roman in dem Georg Escherich und Oswald Spengler eine tragende Rolle spielen, erhält Seidl den 2. Literaturpreis Isen.
Die Süddeutsche Zeitung schrieb über die Neuausgabe von Seidls Romandebüt Mutterkorn:

„Seidls in der Zeit geschickt hin und her springender Roman legt schockierende Strukturen offen, die in der Bundesrepublik noch immer vorherrschen und die man selten in einer solchen Klarheit formuliert gelesen hat: Es geht um Polizeigewalt gegen links bei Demos und Protesten, das bewusste Ignorieren von Rassismus im behördlichen Umgang mit Neonazis, Toleranz gegenüber rechter Täterschaft und Kriminalisierung von Opfern rechter Gewalttaten. Ob 1990 in Rostock-Lichternhagen, wo die Täter der NSU-Mordserie Böhnhardt und Zschäpe frühzeitig rechtsextrem sozialisiert wurden, oder in jüngerer Vergangenheit die Anschläge auf die Synagogen in Halle und Hanau: Dieselben traurigen Geschichten wiederholen sich. Bei aller Fiktion ist das doch die bittere Wahrheit, die bleibt.“

2022 wurde ihm der Kulturpreis der Stadt Fürth verliehen, da sich „seine Romane ... bei der Lektüre als sprachlich und formal ambitionierte Sprachkunstwerke herausstellten; zugleich engagiere er sich als Organisator und Gast in literaturwissenschaftlichen Kontexten, jüngst vor allem als Dichter und Essayist im Nature Writing. Damit sei er eine bedeutende Stimme der Gegenwartsliteratur“.
Leonhard F. Seidl lebt in Fürth.

## Veröffentlichungen
Romane
- Mutterkorn. Roman. Kulturmaschinen, Berlin 2011, ISBN 978-3-940274-37-3.
- Genagelt. Kriminalroman. Emons Verlag, Köln 2014, ISBN 978-3-95451-303-1.
- Viecher. Kriminalroman. Emons Verlag, Köln 2015, ISBN 978-3-95451-725-1.
- Fronten. Kriminalroman. Edition Nautilus, Hamburg 2017, ISBN 978-3-96054-051-9.
- Der falsche Schah. Roman. Volk Verlag, München 2020, ISBN 978-3-86222-335-0.
- Vom Untergang. Kriminalroman. Edition Nautilus, Hamburg 2022, ISBN 978-3-96054-284-1.
- Mutterkorn (Neuauflage). Roman. Kulturmaschinen, Freiburg 2022, ISBN 978-3-96763-224-8.

Reiseführer
- 111 Orte in der Frankenhöhe, die man gesehen haben muss. Reiseführer, Köln 2023, ISBN 978-3-7408-1230-0.[34]

Bildband
- Revier (Hrsg.) Hannes Streng. Bilder: Olaf Unverzart. Texte: Leonhard F. Seidl. Auflage 150. Nicht im Handel. Druck und Bindung: DZA Druckerei zu Altenburg: Nürnberg. 2022.

Drama
- Fronten. Nach dem gleichnamigen Roman. Uraufführung Stadttheater Fürth. 2019.[35]

Libretto
- Kanndalupes Insel. Ein Kindermusical. Musik Andreas Rüsing, Libretto Leonhard F. Seidl. Uraufführung 2008 in Nürnberg.

Essays
- In: Klaus Farin (Hrsg.): Unsere Antwort. Die AfD und wir. Schriftsteller*innen und der Rechtspopulismus. Mit weiteren Beiträgen von Zoë Beck, Nina George, Michael Wildenhain, Sophie Sumburane u. a. Hirnkost-Verlag, Berlin 2018, ISBN 978-3-947380-13-8.
- Schlachtet die Heimat! In: Klaus Farin (Hrsg.): Heimat? Hirnkost-Verlag, Berlin 2020, ISBN 978-3-948675-03-5.
- Der nutzlose Punker Samuel Beckett. In: Luxemburg. Berlin 2020.[36]
- Kinder, Kinder, über alles! In: Barbara Pevelling, Nicola Richter (Hrsg.): Kinderkriegen – Reproduktion reoloaded. Edition Nautilus, Hamburg 2021, ISBN 978-3-96054-253-7.
- Gegen den vertrottelten Konventionsstil der Gesellschaft. In: Enno Stahl, Ingar Solty (Hrsg.): Literatur im politischen Kampf. Schriftstellerinnen und Schriftsteller in Revolution und Reaktion. Verbrecher Verlag, Berlin 2021, ISBN 978-3-95732-502-0.[37]
- Kopfunter am Himmel laufen. In: „Ich ging in die Wälder ...“ Auf den Spuren von Henry David Thoreau im Nationalpark Bayerischer Wald. edition lichtung, Viechtach 2022, ISBN 978-3-941306-47-9.

Herausgeberschaft
- mit Wolfgang A. Senft (Hrsg.): Stumme Schreie. Eine Anthologie der Schreibwerkstatt „Beschriebene Blätter“ in der JVA-Ebrach. Engelsburger Verlag, Leipzig 2006, ISBN 3-86703-212-2.
- Tatort Fränkisches Seenland. Ars vivendi Verlag, Cadolzburg 2020, ISBN 978-3-7472-0182-4 (darin von Seidl: Drachen. S. 145–175).
- Fritz Oerter: Lebenslinien, herausgegeben und mit einem Nachwort von Leonhard F. Seidl, Verbrecher Verlag. Berlin 2022, ISBN 978-3-95732-525-9.
- Tatort Bayerischer Wald. Ars vivendi Verlag, Cadolzburg 2022, ISBN 978-3-7472-0357-6 (darin von Seidl: Das Wasser bis zum Hals. S. 108–125).
- mit Enno Stahl: Literatur und ökologische Praxis, Verbrecher Verlag, Berlin 2023, ISBN 978-3-95732-572-3.[38]

Kurzgeschichten
- mit Matthias Kröner, Vincent E. Noel und Tobias Falberg: Landschaft mit Ufo. Erzählungen. Ursus Verlag, Bad Hindelang 2007, ISBN 978-3-9811028-5-7.
- mit Beiträgen von Natasa Dragnic, Hans Magnus Enzensberger, Helmut Haberkamm, Tanja Kinkel, Dirk Kruse, Fitzgerald Kusz u. a.: Ein Herz für Franken. Erzählungen. Ars vivendi Verlag, Cadolzburg 2013, ISBN 978-3-86913-282-2.
- Kurzkrimis in:
  - Nürnberg auf die kriminelle Tour, Schreibaffären, Breisgauner, Literarischer Krimikalender 2014. ars vivendi.
  - Fränkische Schauerbraten, Krimineller Freizeitführer – Wer mordet schon in Oberbayern? Gmeiner-Verlag, ISBN 978-3-8392-1781-8.
  - Django ermittelt in Bayern. Gmeiner, ISBN 978-3-8392-1789-4.
  - Literarischer Krimikalender 2021. ars vivendi.
  - Fränkisches Krimipingpong. In: Fränkische Landeszeitung.
- Die Wand reloaded. In: Im Gseis. Nr. 36. Hrsg. vom Nationalpark Gesäuse. Admont, Österreich Sommer 2021, ISSN 1993-8926, Beitrag zum Austria Nationalparks Medienstipendium 2020, S. 4–6.[39]
- Kopfunter am Himmel laufen. Prosa, Essays und Historisches. Turmschreiberbuch. Abenberg, 2022.

## Auszeichnungen
- 2004: 1. Preis Kurzgeschichtenwettbewerb „Pop goes Literature“
- 2005: 2. Preis Literaturwettbewerb der Nürnberger Kulturläden
- 2005: Hans Lienhardt Literaturpreis
- 2007: 5. Preis Literaturwettbewerb des Michael-Müller-Verlages unter Pseudonym Arjuna Bhagavad
- 2007: Stipendiat des „Bayerisches Seminar für Politik e. V.“ für politisch aktive junge SchriftstellerInnen
- 2007: Förderpreis der Stadtmission Nürnberg e. V. für die Diplomarbeit „Beschriebene Blätter“ – Kreatives Schreiben mit straffälligen Jugendlichen
- 2012: Romandebüt Mutterkorn nominiert für den Förderpreis des August-Graf-von-Platen-Preis
- 2013: Literaturpreis der Buchmesse im Ried
- 2014/2015: Stipendiat der Bayerischen Akademie des Schreibens im Literaturhaus München und Literaturarchiv Sulzbach Rosenberg
- 2015/16: Stipendiat an der Romanwerkstatt des Literaturforums im Brecht-Haus (Berlin)
- 2016: Writer in Residence an der Franz-Edelmaier-Residenz für Literatur und Menschenrechte in Meran
- 2016: Stipendiat „Netzwerktreffen Schriftsteller*innen“ Literaturhaus München
- 2017: Stipendiat „Netzwerktreffen Schriftsteller*innen“ Literaturhaus München
- 2018: Stipendiat „Netzwerktreffen Schriftsteller*innen“ Literaturhaus München
- 2018: Kriminalroman Fronten nominiert für den August-Graf-von-Platen-Preis
- 2018: Kriminalroman Fronten auf der Longlist des Crime Cologne Award 2018[40]
- 2019: Stipendium Stiftung Literatur[15]
- 2020: Literaturstipendium Mittelalterliches Kriminalmuseum Rothenburg o. d. T.[41][42]
- 2020: Stipendium Ventspilshouse,[43] Lettland
- 2020: Turmschreiber Abenberg[44][45][46]
- 2020: Austria Nationalparks Medienstipendium 2020[47]
- 2020: Stipendiat „Netzwerktreffen Schriftsteller*innen“ Literaturhaus München
- 2021: Waldzeit Nature Writing – Stipendium Thoreau 2.2[48]
- 2021: Stipendiat „Netzwerktreffen Schriftsteller*innen“ Literaturhaus München
- 2021: Hermann-Kesten-Stipendium 2021[26][27]
- 2022: Pécs Writers Program, Pécs, Ungarn / Stipendium Internationaler Künstleraustausch Oberpfälzer Künstlerhaus
- 2022: Artist in residence Nature Writing Thayatal / Podyjí[49][50]
- 2022: 2022 2. Literaturpreis Isen[51]
- 2022: Arbeitsstipendium für Schriftstellerinnen und Schriftsteller des Freistaats Bayern[52]
- 2022: Kulturpreis Fürth[53][54]
- 2023: Nominiert für den Tassilo – Preis der Süddeutschen Zeitung[55]
- 2023: Residenz KREATIV ZEIT RAUM Bayerischer Landesverband der Kultur und Kreativwirtschaft Kloster Frauenzell[56][57]